# Eustala cazieri
Eustala cazieri là một loài nhện trong họ Araneidae.
Loài này thuộc chi Eustala. Eustala cazieri được Herbert Walter Levi miêu tả năm 1977.